# Aeroportul Artigas
Aeroportul Artigas (IATA: ATI, ICAO: SUAG) este un aeroport din Artigas⁠(d), Departamentul Artigas, Uruguay ce deservește zona Artigas⁠(d). A fost numit după zona deservită.
Situat la o altitudine de 123 m, aeroportul dispune de 2 piste.

## Infrastructură

### Piste
Aeroportul dispune de 2 piste. Pista 11/29 are suprafața de asfalt. Pista 05/23 are suprafața de Iarbă. 